# Harrison Schmitt
Harrison Hagan Schmitt (Santa Rita, Nuevo México; 3 de julio de 1935) es un geólogo, astronauta y político estadounidense. Él fue el duodécimo y último hombre en pisar la Luna, y el penúltimo en abandonarla.

## Primeros años y educación
Nació en Santa Rita, Nuevo México, sin embargo se crio en Silver City, también en ese estado. Terminó el bachillerato en ciencias en el Instituto de Tecnología de California, en 1957, y luego invirtió un año estudiando geología en la Universidad de Oslo, Noruega. Más tarde recibió un Doctorado en Geología por la Universidad de Harvard, en 1964.

## Carrera en la NASA

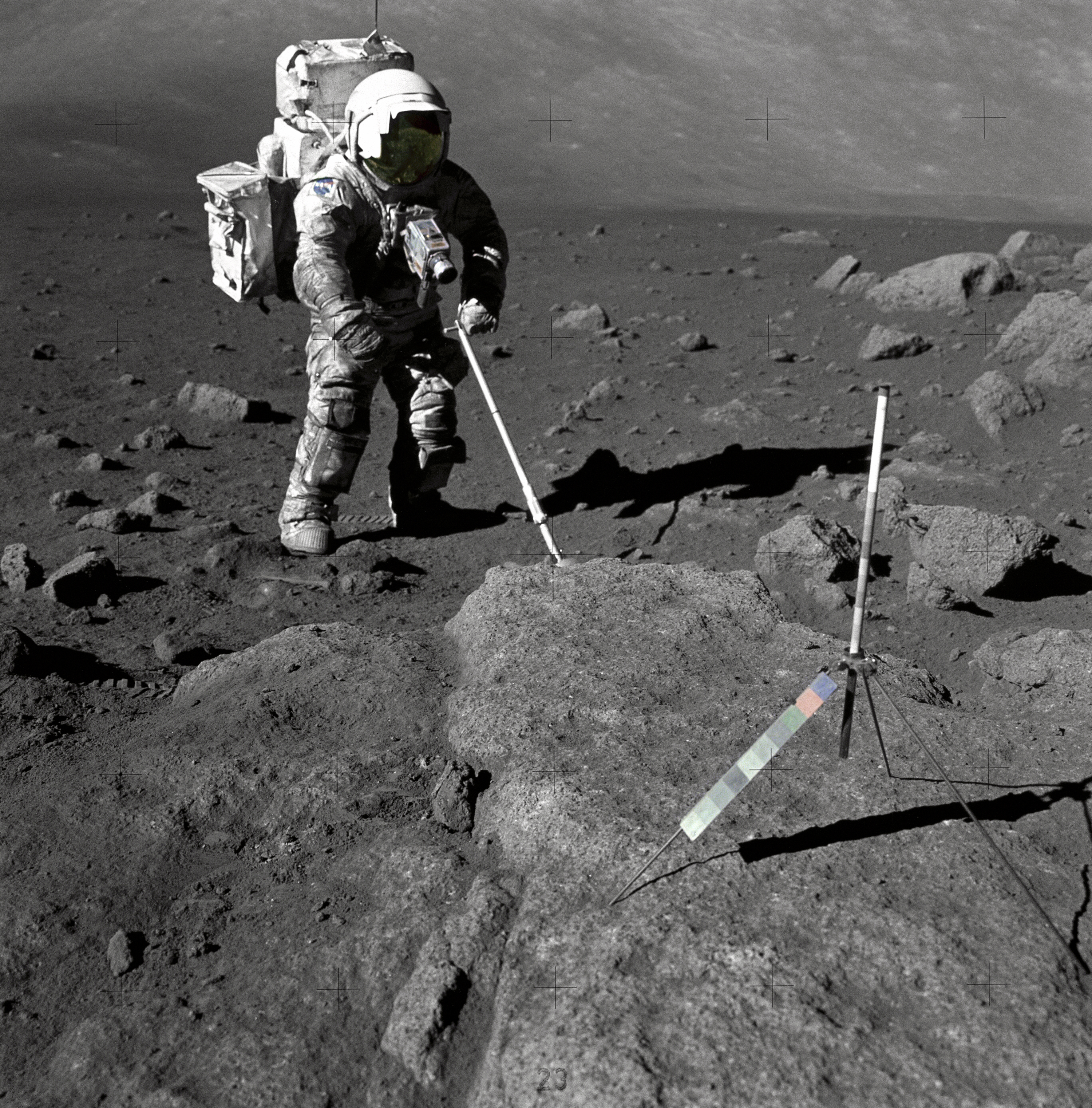
Schmitt caminando en la Luna.

Antes de unirse a la NASA como miembro del primer grupo de astronautas científicos, en junio de 1965, trabajó en el Centro de Inspección Geológica y Astrogeológica en Arizona, desarrollando tecnologías que luego serían utilizadas por los tripulantes de las naves del Programa Apolo. Cumplió también un rol clave en el entrenamiento de nuevos astronautas, para ser buenos observadores geológicos estando en la Órbita Lunar y buenos trabajadores geológicos cuando estuviesen en la superficie de la Luna. Antes de tripular las expediciones, participó en el examen de las rocas lunares obtenidas en viajes anteriores desde el punto de vista científico.
Como Schmitt era el único geólogo en la NASA, era razonable que invirtiera mucho tiempo haciendo análisis a muestras y luego convirtiéndose en perito de los sistemas del módulo lunar y del módulo de mando y servicio (CSM), por eso no se sorprendió cuando en marzo de 1970 fue seleccionado para la tripulación de reserva del Apolo 15, siendo el primer científico-astronauta en hacerlo. Completó la tripulación de reserva con Richard Francis Gordon, que era comandante y Vance Brand (piloto del módulo de mando y servicio) y era un claro candidato a repetir la hazaña en el Apolo 18. Antes de la cancelación de esta última expedición, en septiembre de 1970, mucha gente presuponía que sería nominado para la última expedición a la Luna que organizaría la NASA, el Apolo 17.

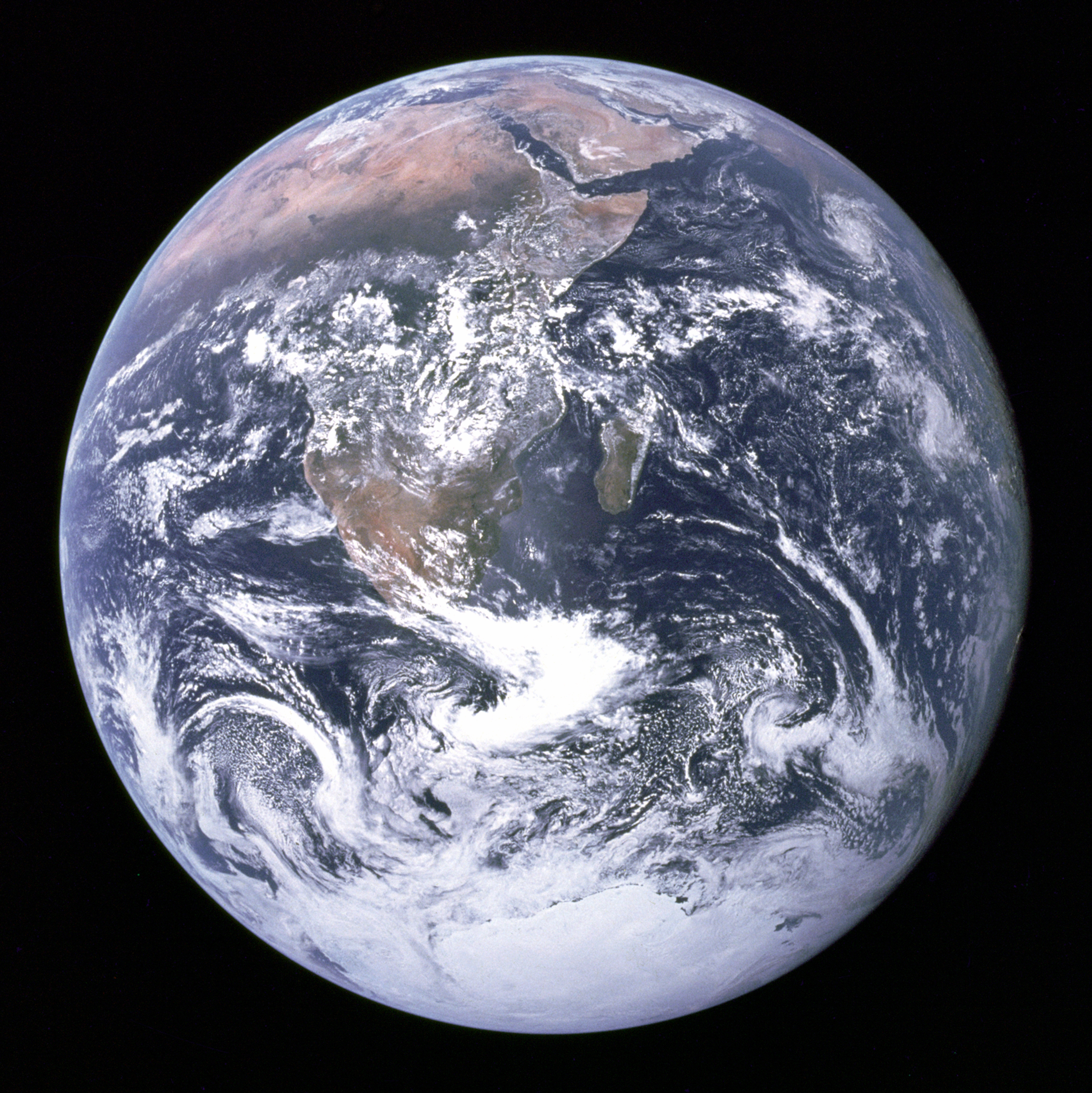
La Canica Azul, famosa fotografía tomada desde el Apolo 17.

Finalmente así sucedió, siendo convocado en agosto de 1971. Schmitt propuso que el lugar de alunizaje del Apolo 17 fuera el gran cráter Tsiolkovski, situado en la cara oculta de la Luna, pero su idea, apoyada también por otros científicos, fue rechazada por la NASA, que la consideraba demasiado peligrosa. Probablemente, durante el vuelo en la nave, Schmitt tomó la famosa fotografía panorámica de la Tierra denominada "La canica azul", una de las imágenes más distribuidas de la historia y que fue asignada a todos los tripulantes del Apolo 17, aunque Schmitt reclama que fue él su autor. Después de su último viaje, se dedicó a analizar las muestras obtenidas en el mismo y formó parte del Programa de Oficio de Energía de la NASA.

## Su carrera después de la NASA
En agosto de 1975, Schmitt renunció a sus cargos en la agencia espacial norteamericana con el objetivo de presentarse como candidato republicano para el Senado de los Estados Unidos representando a su estado natal, Nuevo México. Finalmente venció al candidato demócrata Joseph Montoya por 57% contra un 43% de los votos. Fue Senador hasta 1982, año en el que fue derrotado en su elección por el demócrata Jeff Bingaman. Desde entonces se mantuvo muy ocupado como consultor de políticas de negocios, espaciales, geológicas y astronómicas. En 1984 fue nombrado miembro honorario de la Sociedad Geológica de los Estados Unidos por sus contribuciones en las ciencias de la tierra.
Actualmente vive en Silver City (Nuevo México) y es partidario de la energía nuclear a base de productos lunares.